# الحومري (شرس)

تعديل مصدري - تعديل

الحومري هي إحدى قرى عزلة بيت قدم بمديرية شرس التابعة لمحافظة حجة، بلغ تعداد سكانها 158 نسمة حسب تعداد اليمن لعام 2004.